# 吕家进 (1968年)
吕家进（1968年9月—），男，汉族，河南镇平人，中华人民共和国金融人物。毕业于西南财经大学金融学专业，工商管理硕士，高级经济师。曾任中国邮政储蓄银行行长六年。现任兴业银行党委书记、董事长。

## 生平
1988年7月参加工作，1998年，任河南省邮政储汇局局长。1999年，任新乡市邮政局局长。2001年，任河南省邮政局副局长。
2004年，任辽宁省邮政局副局长。
2005年，任国家邮政局邮政储汇局副局长。
2007年3月，任中国邮政储蓄银行董事、副行长。2013年1月，任中国邮政储蓄银行董事、行长、党委副书记。2016年5月，兼任中国邮政集团公司副总经理。2016年9月，吕家进率领邮储银行成功在港交所挂牌上市。
2019年1月，任交通银行副行长，主要分管同业业务，2020年3月调整为负责对公业务。
2020年7月，任中国建设银行副行长、执行董事。在建行官网的董事会序列中，其排位仅次于建行董事长田国立和行长王江。
2021年5月，任兴业银行党委书记，他的到任打破了兴业银行“一把手”来自福建本地的传统。7月任兴业银行董事长。

## 荣誉
- “2016十大经济年度人物”，主办方：新浪财经、人民日报客户端、吴晓波频道[6]